# セミー・シュルト
セミー・シュルト（Sem Schilt、Semmy Schilt、1973年10月27日 - ）は、オランダの男性空手家、キックボクサー、総合格闘家。南ホラント州ロッテルダム出身。オランダ語ではセム・スヒルト、英語ではセミー・シュルトと発音される。日本ではオランダ語読みと英語読みを混同した「セーム・シュルト」と呼ばれていたが、シュルト本人は2012年に日本語表記を原音に近い「セミー・シュルト」とすることを希望している。
K-1 WORLD GP 2005、2006、2007、2009王者。初代K-1スーパーヘビー級王者。初代GLORY世界ヘビー級王者。GLORY GRAND SLAM ヘビー級世界トーナメント2012王者。北斗旗無差別級優勝2回。第9代無差別級キング・オブ・パンクラシスト。

## 来歴

### UFC参戦以前
両親共に極真空手をやっており、8歳の時に自身も極真空手を始める。後に芦原会館に移籍。20歳の頃には全英極真空手オープントーナメント、モスクワフルコンタクト空手オープントーナメント、オランダUSA大山空手オープントーナメントらで優勝。
ジョン・ブルミンが大道塾創設者の東孝と会談し、大道塾の大会に選手を派遣することを決め、1994年にシュルトを派遣させた。
着衣総合格闘技団体大道塾主催の北斗旗オープントーナメントには1994年から4年連続出場。1994年11月5日には品野圭司に一本負けで1回戦敗退。翌年の11月11日には準決勝まで進出するも、中山正和に敗退。3位となった。
1996年は組み技のトレーニングに集中的に取り組み、当時大道塾と関係の深かったパンクラスにも出場。5月16日に山田学戦でパンクラスデビューを果たした。そして11月16日には北斗旗オープントーナメントで外国人初の優勝者となった。
1997年はパンクラスで5試合をこなし、11月16日の北斗旗オープントーナメントでは他の選手を全く寄せ付けず優勝し2連覇を達成した。
1998年にはパンクラスで1月16日に鈴木みのる、9月14日に船木誠勝から勝利した。
1999年4月18日、無差別級キング・オブ・パンクラス決定戦で近藤有己と対戦し、判定負けで王座獲得に失敗した。
1999年11月28日、無差別級キング・オブ・パンクラスタイトルマッチで王者の近藤有己に挑戦し、チョークスリーパーで一本勝ちを収め王座を獲得した。その後、2度の防衛に成功した。同王座は2003年の階級再編に伴い返上した。

### 2001年
5月4日、UFC初参戦となったUFC 31でピート・ウィリアムスと対戦し、2ラウンドTKO勝ち。
6月29日、UFC 32でジョシュ・バーネットと対戦し、1ラウンド腕ひしぎ十字固めで一本負け。
9月24日、PRIDE初参戦となったPRIDE.16で小路晃と対戦し、1ラウンドKO勝ち。

### 2002年
4月21日、K-1初参戦となったK-1 BURNING 2002で武蔵と対戦し、僅差の判定勝ち。
6月23日、PRIDE.21でエメリヤーエンコ・ヒョードルと対戦し、判定負け。
8月28日、Dynamite!ではアーネスト・ホーストとK-1ルールで対戦し、引き分け。
10月5日、K-1 WORLD GP 2002 開幕戦のGP1回戦でマイケル・マクドナルドと対戦し、判定勝ち。K-1 WORLD GP 2002 決勝戦への切符を手にした。
11月24日、PRIDE.23で当時のPRIDEヘビー級王者であったアントニオ・ホドリゴ・ノゲイラと対戦し、三角絞めで1ラウンド一本負け。この三角絞めを極められた際に左肩腱板を損傷し12月7日のK-1 WORLD GP 2002 決勝戦で決定していたボブ・サップ戦を欠場した。

### 2003年
7月13日、K-1 WORLD GP 2003 in 福岡でレミー・ボンヤスキーと対戦し、判定勝ち。
12月31日、INOKI BOM-BA-YE 2003では無差別級キング・オブ・パンクラスタイトルマッチで王者ジョシュ・バーネットに挑戦し、腕ひしぎ十字固めで3ラウンド一本負け。

### 2004年
4月25日、PRIDE GRANDPRIX 2004 開幕戦のヘビー級グランプリ1回戦ガン・マッギーと対戦。1ラウンド一本勝ち。
5月20日、IT'S SHOWTIMEにてアレクセイ・イグナショフと対戦し、終始パンチの連打で圧倒されて1ラウンドKO負け。これが打撃系格闘技における初敗北となった。
6月20日、PRIDE GRANDPRIX 2004 2nd ROUNDのヘビー級グランプリ2回戦でセルゲイ・ハリトーノフと対戦し、マウントパンチと鉄槌打ちの連打を受け血まみれになり1ラウンドTKO負け。なお、この試合を最後にPRIDEから撤退した。
11月6日、TITANSにてヤン・"ザ・ジャイアント"・ノルキヤと対戦し、先制のダウンを奪われるが、逆転して2ラウンドKO勝ち。

### 2005年
2005年、正道会館に移籍しK-1に本格参戦する。5月27日、K-1 WORLD GP 2005 IN PARISのEUROPE GPで3試合をいずれもKOもしくはTKO勝利で優勝し、グランプリ出場を決める。
9月23日、K-1 WORLD GP 2005 IN OSAKA 開幕戦のGP1回戦でグラウベ・フェイトーザに判定勝ち。
11月19日、K-1 WORLD GP 2005 IN TOKYO 決勝戦では身体をそれまでになく絞って臨み、準々決勝のレイ・セフォー戦では3ラウンドにダウンを奪っての判定勝ちを収め、準決勝のレミー・ボンヤスキー戦、決勝のグラウベ・フェイトーザ戦ではそれぞれ1ラウンドKO勝利し優勝。総合格闘家としてはK-1史上初、空手家としてはアンディ・フグに次ぐK-1史上2人目の王者となった。
12月31日、K-1 PREMIUM 2005 Dynamite!!ではアーネスト・ホーストと再戦。2ラウンドTKO勝ち。

### 2006年
3月5日、K-1 WORLD GP 2006 IN AUCKLANDでピーター・アーツと対戦。やや消極的なファイトとクリンチの反則もあり、0-2の判定負け。これがK-1における初敗北となった。
4月29日、K-1 WORLD GP 2006 IN LAS VEGASで武蔵と再戦し、判定勝ち。
6月3日、K-1 WORLD GP 2006 IN SEOULではチェ・ホンマンと対戦し、シュルトが若干優勢だったが僅差の判定負けを喫した。
8月5日、HERO'Sでキム・ミンスと対戦。三角絞めで1ラウンド一本勝ち。
9月30日、K-1 WORLD GP 2006 IN OSAKA 開幕戦のGP1回戦でビヨン・ブレギーに1ラウンドKO勝ち。
12月2日、K-1 WORLD GP 2006 IN TOKYO 決勝戦の準々決勝でジェロム・レ・バンナ戦、準決勝のアーネスト・ホースト戦、決勝のアーツ戦の全てで判定勝利を収め、K-1史上4人目となるグランプリ連覇を達成した。

### 2007年
3月4日、K-1 WORLD GP 2007 IN YOKOHAMAでは初代K-1スーパーヘビー級王者決定戦でレイ・セフォーと対戦。1ラウンド終盤にセフォーの左フックでK-1初のダウンを喫するも、2ラウンド開始早々にカウンターの左ジャブ一撃でセフォーを失神させKO勝ち。
6月23日、K-1 WORLD GP 2007 IN AMSTERDAMにおいて、K-1スーパーヘビー級タイトルマッチで挑戦者マイティ・モーと対戦、勢いにのっているモーに対し、距離を取って決定打を許さず、前蹴りでダウン寸前に追い込み完封し3-0の判定勝ち。初防衛を果たした。
9月29日、K-1 WORLD GP 2007 IN SEOUL FINAL16のGP1回戦でポール・スロウィンスキーと対戦し、1ラウンドの左膝蹴りでKO勝ち。
12月8日、K-1 WORLD GP 2007 FINALの準々決勝ではグラウベ・フェイトーザと対戦し、中盤にグラウベの必殺技であるブラジリアンキックを顔面に浴びてグラつく場面こそあったものの、それ以外では攻め続けて判定勝ち。準決勝ではジェロム・レ・バンナから2ラウンドTKO勝ち、決勝ではピーター・アーツから1ラウンドTKO勝利し、K-1史上初となるグランプリ3連覇を果たした。

### 2008年
4月13日、K-1 WORLD GP 2008 IN YOKOHAMAで行われたK-1スーパーヘビー級タイトルマッチで挑戦者マーク・ハントと対戦し、1ラウンド終盤に右バックスピンキックでKO勝ち。2度目の防衛を果たした。
6月29日、K-1 WORLD GP 2008 IN FUKUOKAで行われたK-1スーパーヘビー級タイトルマッチで挑戦者ジェロム・レ・バンナと対戦し、2-0の判定勝ち。3度目の防衛を果たした。
9月27日、K-1 WORLD GP 2008 IN SEOUL FINAL16のGP1回戦でピーター・アーツに0-2の判定負け。しかし、シュルト本人は決勝大会直前のインタビューにて「僕にとっても謎だよ。僕はピーター・アーツには負けなかった。あのジャッジ陣には敗北ってことになるのかな。確かに、僕はもっと多くのことをやれたかもしれないけど、少なくとも延長戦があるべきだったよ」と判定について不満を洩らした。
12月31日、Dynamite!! 〜勇気のチカラ2008〜でマイティ・モーと総合格闘技ルールで対戦し、三角絞めで1ラウンド一本勝ちを収めた。

### 2009年
5月16日、IT'S SHOWTIMEの初代IT'S SHOWTIME世界ヘビー級王者決定戦でバダ・ハリと対戦。序盤からパンチの激しい打ち合いとなりシュルトがダウン。立ち上がった後もハリのラッシュに押され2度目のダウンを喫してレフェリーがストップを宣告し1ラウンド45秒KO負けとなった。
9月26日、K-1 WORLD GP 2009 IN SEOUL FINAL16のGP1回戦でダニエル・ギタから2度のダウンを奪い判定勝利。
12月5日、K-1 WORLD GP 2009 FINALでは準々決勝のジェロム・レ・バンナ戦、準決勝のレミー・ボンヤスキー戦、決勝のバダ・ハリ戦の全てで1ラウンドKO勝利を収め、1998年にピーター・アーツが達成して以来、K-1史上2度目となる決勝大会での全試合1ラウンドKO勝利を達成し、アーネスト・ホーストと並ぶ史上最多の4度目の王座を獲得。さらに今大会での全試合時間の合計は5分43秒であり、アーツが1998年に記録した決勝大会の最短制覇記録（6分43秒）も更新した。

### 2010年
4月3日、K-1 WORLD GP 2010 IN YOKOHAMAで行われたK-1スーパーヘビー級タイトルマッチで挑戦者エロール・ジマーマンと対戦し、終始プレッシャーをかけ続け、判定勝ち。4度目の王座防衛に成功した。
10月2日、K-1 WORLD GP 2010 IN SEOUL FINAL16のGP1回戦でIT'S SHOWTIME世界ヘビー級王者ヘスディ・カラケスと対戦し、カラケスのローキックを受け足が紫色に腫れ上がりながらも2-1の判定勝ちを収めた。しかし、IT'S SHOWTIME責任者サイモン・ルッツとブラック・ラベル・ファイティング責任者レモン・ダールダーから、1ラウンド終了時にシュルトのセコンドがリングドクターとレフェリーの許可を得ずにシュルトの負傷した右スネにテーピングを巻いたことがK-1ルールに違反しており、「このテーピングが無ければシュルトは試合を続行できずにTKO負けになっていた可能性があり、またドクターとレフェリーの許可なくテーピングをしたことに対するシュルトへの減点が行われなかった」と指摘され、さらに「2ラウンド終了時のジャッジの採点は一人がドロー、一人が1ポイント差でシュルトがリードだったが、3ラウンドは明らかにカラケスが優勢だったので判定は1-1のドローになるべきなのに不当な判定が下された」との抗議文が提出されたものの、裁定に変更はなかった。
12月11日、K-1 WORLD GP 2010 FINALの、準々決勝でK-1ヘビー級王者の京太郎と対戦し、アグレッシブな攻めを見せ判定勝ちを収めた。準決勝ではピーター・アーツと5度目の対戦をし、1ラウンドはやや優勢に試合を進めたものの、3ラウンドはアーツのローキックとパンチに苦しみ0-2の判定負けを喫した。なお、これがK-1のトーナメント戦における初黒星となった。

### 2012年
2011年はK-1を主催するFEGが深刻な財政難に陥り、選手・関係者へのファイトマネー未払いが続出して大会が開催できなくなったこともあり、シュルトは一年間を休養に充てた。
2012年、GLORYと契約。3月23日、United Glory 15にてブリース・ギドンと対戦し、ギドンのパンチやハイキックなどを浴びて苦戦を強いられるが、猛攻を仕掛けて判定勝ち。
5月26日、GLORY 1にて初代GLORY世界ヘビー級王座決定戦でエロール・ジマーマンと再戦し、3RKO勝ちを収めて同王座を獲得した。
12月31日、DREAM.18 & GLORY 4にてGLORY GRAND SLAMヘビー級トーナメント2012に出場し、1回戦でブリース・ギドンと再戦し、2RKO勝ち。準々決勝でリコ・ヴァーホーベンに2R判定勝ち。準決勝でグーカン・サキに2R判定勝ち。決勝でダニエル・ギタに左ハイキックで1RKO勝ちを収めて優勝した。

### 現役引退
2013年6月、心臓病によって現役を引退することが発表された。
2013年12月21日、GLORY 13 TOKYOにて、引退式が行われた。
2022年10月9日、オランダ・アーネムにて開催されたGLORY COLLISION 4：HARI vs.OVEREEM THE FINAL ROUNDにてリング上でGLORY殿堂入りが発表された。

## 人物・エピソード
- K-1参戦当初はシュルトの手があまりにも大きすぎて規定のグローブに入らず、大きめのグローブをつけて試合をしていた。その巨大な拳をもらった相手はおしなべて「レンガのように固く、痛い」とコメントしており、レンガパンチと呼ばれることもあった。
- 爬虫類好き。かつてフジテレビで放送されたK-1 WORLD GP 2005 IN TOKYO 決勝戦の選手紹介VTRで、自宅で飼っているボアコンストリクター（ヘビ）3匹を公開し、素手で抱き抱えたまま「Are you hungry?（お腹空いたかい？）」と嬉しそうに戯れていた。その他にも色々な動物を飼っているようである。
- 非常に真面目な性格で、記者の質問に対しても丁寧に返答することで知られている。また、記者が、シュルトの人気が低いことを揶揄して失礼な質問をしてきた時であっても全く怒ることなく対応している。
- K-1 WORLD GP 2002 開幕戦ではテレビ解説を務めた石井和義に相手の顔面を押さえつけるファイトぶりを反則に等しい行為として批判された。ピーター・アーツにも「シュルトのファイトはエキサイティングではなく、つまらない」と酷評されている[17]。
- アーネスト・ホースト、レミー・ボンヤスキー、ジェロム・レ・バンナなどの強豪ファイターに大きく勝ち越しているが、ピーター・アーツをやや苦手にしている（2勝3敗）。なお、アーツにはK-1での初黒星を喫しておりさらに開幕戦、トーナメントでの初黒星もいずれもアーツに敗れている。
- 既婚者であり、2008年には息子が誕生している。

## 戦績

### キックボクシング
| キックボクシング 戦績 | キックボクシング 戦績 | キックボクシング 戦績 | キックボクシング 戦績 | キックボクシング 戦績 | キックボクシング 戦績 | キックボクシング 戦績 |
| --------------------- | --------------------- | --------------------- | --------------------- | --------------------- | --------------------- | --------------------- |
| 50 試合               | (T)KO                 | 判定                  | その他                | 引き分け              | 無効試合              |                       |
| 43 勝                 | 20                    | 23                    | 0                     | 1                     | 0                     |                       |
| 6 敗                  | 2                     | 4                     | 0                     | 1                     | 0                     |                       |

| 勝敗 | 対戦相手                           | 試合結果                                        | 大会名                                                                                                   | 開催年月日     |
| ○    | ダニエル・ギタ                     | 1R TKO（左ハイキック）                          | DREAM.18 & GLORY 4 〜大晦日 SPECIAL 2012〜 【GLORY GRAND SLAMヘビー級トーナメント2012 決勝】             | 2012年12月31日 |
| ○    | グーカン・サキ                     | 2R 判定                                         | DREAM.18 & GLORY 4 〜大晦日 SPECIAL 2012〜 【GLORY GRAND SLAMヘビー級トーナメント2012 準決勝】           | 2012年12月31日 |
| ○    | リコ・ヴァーホーベン               | 2R 判定                                         | DREAM.18 & GLORY 4 〜大晦日 SPECIAL 2012〜 【GLORY GRAND SLAMヘビー級トーナメント2012 準々決勝】         | 2012年12月31日 |
| ○    | ブリース・ギドン                   | 2R 0:55 TKO                                     | DREAM.18 & GLORY 4 〜大晦日 SPECIAL 2012〜 【GLORY GRAND SLAMヘビー級トーナメント2012 1回戦】            | 2012年12月31日 |
| ○    | エロール・ジマーマン               | 3R 2:00 TKO                                     | GLORY 1 STOCKHOLM LightWeight - First 16 【初代GLORY世界ヘビー級王者決定戦】                             | 2012年5月26日  |
| ○    | ブリース・ギドン                   | 3R終了 判定3-0                                  | United Glory 15                                                                                          | 2012年03月23日 |
| ×    | ピーター・アーツ                   | 3R終了 判定0-2                                  | K-1 WORLD GP 2010 FINAL 【WORLD GP 準決勝】                                                              | 2010年12月11日 |
| ○    | 京太郎                             | 3R終了 判定3-0                                  | K-1 WORLD GP 2010 FINAL 【WORLD GP 準々決勝】                                                            | 2010年12月11日 |
| ○    | ヘスディ・カラケス                 | 3R終了 判定2-1                                  | K-1 WORLD GP 2010 IN SEOUL FINAL16 【WORLD GP 1回戦】                                                    | 2010年10月2日  |
| ○    | エロール・ジマーマン               | 3R終了 判定3-0                                  | K-1 WORLD GP 2010 IN YOKOHAMA 【K-1スーパーヘビー級タイトルマッチ】                                      | 2010年4月3日   |
| ○    | バダ・ハリ                         | 1R 1:48 KO（3ノックダウン：左ミドルキック）     | K-1 WORLD GP 2009 FINAL 【WORLD GP 決勝】                                                                | 2009年12月5日  |
| ○    | レミー・ボンヤスキー               | 1R 2:28 KO（2ノックダウン：右ストレート）       | K-1 WORLD GP 2009 FINAL 【WORLD GP 準決勝】                                                              | 2009年12月5日  |
| ○    | ジェロム・レ・バンナ               | 1R 1:27 KO（2ノックダウン：左前蹴り）           | K-1 WORLD GP 2009 FINAL 【WORLD GP 準々決勝】                                                            | 2009年12月5日  |
| ○    | アレクセイ・イグナショフ           | 3R終了 判定3-0                                  | GLORY 11: A Decade of Fights                                                                             | 2009年10月17日 |
| ○    | ダニエル・ギタ                     | 3R終了 判定3-0                                  | K-1 WORLD GP 2009 IN SEOUL FINAL16 【WORLD GP 1回戦】                                                    | 2009年9月26日  |
| ×    | バダ・ハリ                         | 1R 0:45 KO（右ストレート）                      | IT'S SHOWTIME 【初代IT'S SHOWTIME世界ヘビー級王者決定戦】                                                | 2009年5月16日  |
| ○    | ヘスディ・カラケス                 | 3R終了 判定3-0                                  | K-1 WORLD GP 2009 IN YOKOHAMA                                                                            | 2009年3月28日  |
| ×    | ピーター・アーツ                   | 3R終了 判定0-2                                  | K-1 WORLD GP 2008 IN SEOUL FINAL16 【WORLD GP 1回戦】                                                    | 2008年9月27日  |
| ○    | ジェロム・レ・バンナ               | 3R終了 判定2-0                                  | K-1 WORLD GP 2008 IN FUKUOKA 【K-1スーパーヘビー級タイトルマッチ】                                       | 2008年6月29日  |
| ○    | マーク・ハント                     | 1R 3:06 KO（右バックスピンキック）              | K-1 WORLD GP 2008 IN YOKOHAMA 【K-1スーパーヘビー級タイトルマッチ】                                      | 2008年4月13日  |
| ○    | ピーター・アーツ                   | 1R 1:49 KO（左ストレート）                      | K-1 WORLD GP 2007 FINAL 【WORLD GP 決勝】                                                                | 2007年12月8日  |
| ○    | ジェロム・レ・バンナ               | 2R 1:02 TKO（タオル投入：右足負傷）             | K-1 WORLD GP 2007 FINAL 【WORLD GP 準決勝】                                                              | 2007年12月8日  |
| ○    | グラウベ・フェイトーザ             | 3R終了 判定3-0                                  | K-1 WORLD GP 2007 FINAL 【WORLD GP 準々決勝】                                                            | 2007年12月8日  |
| ○    | ポール・スロウィンスキー           | 1R 2:26 KO（左膝蹴り）                          | K-1 WORLD GP 2007 IN SEOUL FINAL16 【WORLD GP 1回戦】                                                    | 2007年9月29日  |
| ○    | マイティ・モー                     | 3R終了 判定3-0                                  | K-1 WORLD GP 2007 IN AMSTERDAM 【K-1スーパーヘビー級タイトルマッチ】                                     | 2007年6月23日  |
| ○    | レイ・セフォー                     | 2R 0:26 KO（左ストレート）                      | K-1 WORLD GP 2007 IN YOKOHAMA 【初代K-1スーパーヘビー級王者決定戦】                                      | 2007年3月4日   |
| ○    | ピーター・グラハム                 | 5R終了 判定3-0                                  | K-1 PREMIUM 2006 Dynamite!!                                                                              | 2006年12月31日 |
| ○    | ピーター・アーツ                   | 3R終了 判定3-0                                  | K-1 WORLD GP 2006 IN TOKYO 決勝戦 【WORLD GP 決勝】                                                      | 2006年12月2日  |
| ○    | アーネスト・ホースト               | 3R終了 判定3-0                                  | K-1 WORLD GP 2006 IN TOKYO 決勝戦 【WORLD GP 準決勝】                                                    | 2006年12月2日  |
| ○    | ジェロム・レ・バンナ               | 3R終了 判定3-0                                  | K-1 WORLD GP 2006 IN TOKYO 決勝戦 【WORLD GP 準々決勝】                                                  | 2006年12月2日  |
| ○    | ビヨン・ブレギー                   | 1R 2:21 KO（3ノックダウン：左ストレート）       | K-1 WORLD GP 2006 IN OSAKA 開幕戦 【WORLD GP 1回戦】                                                     | 2006年9月30日  |
| ×    | チェ・ホンマン                     | 3R終了 判定1-2                                  | K-1 WORLD GP 2006 IN SEOUL 【スーパーファイト】                                                          | 2006年6月3日   |
| ○    | ロイド・ヴァン・ダム               | 3R終了 判定3-0                                  | K-1 WORLD GP 2006 IN AMSTERDAM 【スーパーファイト】                                                      | 2006年5月13日  |
| ○    | 武蔵                               | 3R終了 判定3-0                                  | K-1 WORLD GP 2006 IN LAS VEGAS 【スーパーファイト】                                                      | 2006年4月29日  |
| ×    | ピーター・アーツ                   | 3R終了 判定0-2                                  | K-1 WORLD GP 2006 IN AUCKLAND 【スーパーファイト】                                                       | 2006年3月5日   |
| ○    | アーネスト・ホースト               | 2R 0:41 TKO（ドクターストップ：左膝蹴り）       | K-1 PREMIUM 2005 Dynamite!!                                                                              | 2005年12月31日 |
| ○    | グラウベ・フェイトーザ             | 1R 0:48 KO（左膝蹴り）                          | K-1 WORLD GP 2005 IN TOKYO 決勝戦 【WORLD GP 決勝】                                                      | 2005年11月19日 |
| ○    | レミー・ボンヤスキー               | 1R 2:08 KO（2ノックダウン：左膝蹴り）           | K-1 WORLD GP 2005 IN TOKYO 決勝戦 【WORLD GP 準決勝】                                                    | 2005年11月19日 |
| ○    | レイ・セフォー                     | 3R終了 判定3-0                                  | K-1 WORLD GP 2005 IN TOKYO 決勝戦 【WORLD GP 準々決勝】                                                  | 2005年11月19日 |
| ○    | グラウベ・フェイトーザ             | 3R終了 判定3-0                                  | K-1 WORLD GP 2005 IN OSAKA 開幕戦 【WORLD GP 1回戦】                                                     | 2005年9月23日  |
| ○    | ナオフォール“アイアン・レッグ”     | 2R 2:32 KO（右フック）                          | K-1 WORLD GP 2005 IN PARIS 【EUROPE GP 決勝】                                                            | 2005年5月27日  |
| ○    | フレディ・ケマイヨ                 | 3R 1:19 TKO（レフェリーストップ：右ハイキック） | K-1 WORLD GP 2005 IN PARIS 【EUROPE GP 準決勝】                                                          | 2005年5月27日  |
| ○    | ピーター・ボンドラチェック         | 2R 2:42 TKO（レフェリーストップ）               | K-1 WORLD GP 2005 IN PARIS 【EUROPE GP 1回戦】                                                           | 2005年5月27日  |
| ○    | モンターニャ・シウバ               | 1R 1:22 KO（右ローキック）                      | K-1 WORLD GP 2005 IN SEOUL                                                                               | 2005年3月19日  |
| ○    | ヤン・"ザ・ジャイアント"・ノルキヤ | 2R 0:58 KO（左ストレート）                      | 児童福祉チャリティ TITANS 1st 2004年チャンピオンシリーズ 〜新日本キックボクシング＆K-1ファイターズ参戦〜 | 2004年11月6日  |
| ×    | アレクセイ・イグナショフ           | 1R 1:20 KO（左膝蹴り）                          | IT'S SHOW TIME 【K-1ルール】                                                                             | 2004年5月20日  |
| ○    | レミー・ボンヤスキー               | 5R終了 判定3-0                                  | K-1 WORLD GP 2003 in 福岡 【スーパーファイト】                                                           | 2003年7月13日  |
| ○    | マイケル・マクドナルド             | 3R終了 判定3-0                                  | K-1 WORLD GP 2002 開幕戦 【WORLD GP 1回戦】                                                              | 2002年10月5日  |
| △    | アーネスト・ホースト               | 5R終了 判定0-0                                  | Dynamite! SUMMER NIGHT FEVER in 国立                                                                     | 2002年8月28日  |
| ○    | 武蔵                               | 5R終了 判定2-1                                  | K-1 BURNING 2002 〜広島初上陸〜                                                                          | 2002年4月21日  |

### 総合格闘技
| 総合格闘技 戦績 | 総合格闘技 戦績 | 総合格闘技 戦績 | 総合格闘技 戦績 | 総合格闘技 戦績 | 総合格闘技 戦績 | 総合格闘技 戦績 |
| --------------- | --------------- | --------------- | --------------- | --------------- | --------------- | --------------- |
| 41 試合         | (T)KO           | 一本            | 判定            | その他          | 引き分け        | 無効試合        |
| 26 勝           | 14              | 10              | 2               | 0               | 1               | 0               |
| 14 敗           | 2               | 6               | 6               | 0               | 1               | 0               |

| 勝敗 | 対戦相手                       | 試合結果                                         | 大会名                                                                                      | 開催年月日     |
| ○    | マイティ・モー                 | 1R 5:31 三角絞め                                 | Dynamite!! 〜勇気のチカラ2008〜                                                             | 2008年12月31日 |
| ○    | ナンドール・ゲルミーノ         | 1R 2:45 TKO（パウンド）                          | Lord of the Ring: Schilt vs. Guelmino                                                       | 2008年1月12日  |
| ○    | キム・ミンス                   | 1R 4:46 三角絞め                                 | HERO'S 2006                                                                                 | 2006年8月5日   |
| ×    | セルゲイ・ハリトーノフ         | 1R 9:19 TKO（レフェリーストップ:マウントパンチ） | PRIDE GRANDPRIX 2004 2nd ROUND 【ヘビー級グランプリ 2回戦】                                 | 2004年6月20日  |
| ○    | ガン・マッギー                 | 1R 5:02 腕ひしぎ十字固め                         | PRIDE GRANDPRIX 2004 開幕戦 【ヘビー級グランプリ 1回戦】                                    | 2004年4月25日  |
| ×    | ジョシュ・バーネット           | 3R 4:48 腕ひしぎ十字固め                         | INOKI BOM-BA-YE 2003 馬鹿になれ夢を持て 【無差別級キング・オブ・パンクラス タイトルマッチ】 | 2003年12月31日 |
| ×    | アントニオ・ホドリゴ・ノゲイラ | 1R 6:36 三角絞め                                 | PRIDE.23                                                                                    | 2002年11月24日 |
| ×    | エメリヤーエンコ・ヒョードル   | 3R（10分/5分/5分）終了 判定0-3                   | PRIDE.21                                                                                    | 2002年6月23日  |
| ○    | 高山善廣                       | 1R 3:09 KO（左ストレート→パウンド）              | PRIDE.18                                                                                    | 2001年12月23日 |
| ○    | 佐竹雅昭                       | 1R 2:18 TKO（スタンドパンチ連打）                | PRIDE.17                                                                                    | 2001年11月3日  |
| ○    | 小路晃                         | 1R 8:19 KO（スタンドの打撃）                     | PRIDE.16                                                                                    | 2001年9月24日  |
| ×    | ジョシュ・バーネット           | 1R 4:21 腕ひしぎ十字固め                         | UFC 32: Showdown in the Meadowlands                                                         | 2001年6月29日  |
| ○    | ピート・ウィリアムス           | 2R 1:28 TKO（スタンドの打撃）                    | UFC 31: Locked and Loaded                                                                   | 2001年5月4日   |
| △    | アレクセイ・メドヴェーデフ     | 10分2R終了 判定ドロー                            | 2H2H 2: Simply the Best                                                                     | 2001年3月18日  |
| ○    | ボブ・シュライバー             | 2R 1:00 チョークスリーパー                       | IT'S SHOWTIME: Exclusive                                                                    | 2000年10月22日 |
| ○    | 渋谷修身                       | 8:55 TKO（パウンド）                             | PANCRASE 2000 TRANS TOUR 【無差別級キング・オブ・パンクラス タイトルマッチ】                | 2000年9月24日  |
| ○    | 山本宜久                       | 1R 2:54 KO（パンチ）                             | Rings Holland: Di Capo Di Tutti Capi                                                        | 2000年6月4日   |
| ○    | 高橋義生                       | 7:30 TKO（パウンド）                             | PANCRASE 2000 TRANS TOUR 【無差別級キング・オブ・パンクラス タイトルマッチ】                | 2000年4月30日  |
| ○    | 近藤有己                       | 2:28 チョークスリーパー                          | PANCRASE 1999 BREAKTHROUGH TOUR 【無差別級キング・オブ・パンクラス タイトルマッチ】         | 1999年11月28日 |
| ○    | 美濃輪育久                     | 15分終了 判定3-0                                 | PANCRASE 1999 BREAKTHROUGH TOUR                                                             | 1999年9月18日  |
| ○    | 稲垣克臣                       | 8:23 KO（膝蹴り）                                | PANCRASE 1999 BREAKTHROUGH TOUR                                                             | 1999年9月4日   |
| ○    | 渋谷修身                       | 12:06 チョークスリーパー                         | PANCRASE 1999 BREAKTHROUGH TOUR                                                             | 1999年7月6日   |
| ×    | ギルバート・アイブル           | 2R 4:58 KO                                       | Rings Holland: The Kings of the Magic Ring                                                  | 1999年6月20日  |
| ×    | 近藤有己                       | 20分終了 判定（ポイント0-1）                     | PANCRASE 1999 BREAKTHROUGH TOUR 【無差別級キング・オブ・パンクラス タイトルマッチ】         | 1999年4月18日  |
| ○    | 伊藤崇史                       | 1:45 肩固め                                      | PANCRASE 1999 BREAKTHROUGH TOUR                                                             | 1999年3月9日   |
| ○    | 船木誠勝                       | 7:13 KO（ボディブロー）                          | PANCRASE 1998 ADVANCE TOUR                                                                  | 1998年9月14日  |
| ○    | ガイ・メッツァー               | 13:15 KO                                         | PANCRASE 1998 ADVANCE TOUR                                                                  | 1998年6月21日  |
| ○    | 高橋義生                       | 5:44 TKO（レフェリーストップ）                   | PANCRASE 1998 ADVANCE TOUR                                                                  | 1998年5月12日  |
| ○    | ジェイソン・ゴドシー           | 1:47 TKO（ドクターストップ：カット）             | PANCRASE 1998 ADVANCE TOUR                                                                  | 1998年4月26日  |
| ×    | 船木誠勝                       | 15分終了 判定（ポイント0-1）                     | PANCRASE 1998 ADVANCE TOUR                                                                  | 1998年3月18日  |
| ×    | 長谷川悟史                     | 3:56 足首固め                                    | PANCRASE 1998 ADVANCE TOUR                                                                  | 1998年2月6日   |
| ○    | 鈴木みのる                     | 9:52 KO（膝蹴り）                                | PANCRASE 1998 ADVANCE TOUR                                                                  | 1998年1月16日  |
| ×    | 近藤有己                       | 20分終了 判定（ポイント0-1）                     | PANCRASE 1997 ALIVE TOUR                                                                    | 1997年6月30日  |
| ○    | 冨宅飛駈                       | 8:59 スリーパーホールド                          | PANCRASE 1997 ALIVE TOUR                                                                    | 1997年5月24日  |
| ○    | 高橋義生                       | 7:00 TKO（レフェリーストップ）                   | PANCRASE 1997 ALIVE TOUR                                                                    | 1997年3月22日  |
| ×    | 船木誠勝                       | 5:47 アンクルホールド                            | PANCRASE 1997 ALIVE TOUR                                                                    | 1997年2月22日  |
| ×    | ガイ・メッツァー               | 20分終了 判定（ポイント0-2）                     | PANCRASE 1997 ALIVE TOUR                                                                    | 1997年1月17日  |
| ○    | 渋谷修身                       | 10分終了 判定2-0                                 | PANCRASE TOUR 1996 TRUTH                                                                    | 1996年12月15日 |
| ×    | 柳澤龍志                       | 0:51 アンクルホールド                            | PANCRASE TOUR 1996 TRUTH                                                                    | 1996年10月8日  |
| ×    | 近藤有己                       | 10分終了 判定1-2                                 | PANCRASE TOUR 1996 TRUTH 【ネオブラッド・トーナメント 1回戦】                               | 1996年7月22日  |
| ○    | 山田学                         | 5:44 スリーパーホールド                          | PANCRASE TOUR 1996 TRUTH                                                                    | 1996年5月16日  |

## 獲得タイトル
- オランダUSA大山空手オープントーナメント優勝（1994年）
- 全欧芦原空手オープントーナメント優勝（1994年）
- 全英極真空手オープントーナメント優勝（1994年）
- モスクワフルコンタクト空手オープントーナメント優勝（1994年）
- オランダ極真武道会大会優勝（1995年）
- オープントーナメント北斗旗空手道無差別選手権大会優勝 優勝（1996年）
- オープントーナメント北斗旗空手道無差別選手権大会優勝 優勝（1997年）
- 第9代無差別級キング・オブ・パンクラシスト
- K-1 WORLD GP 2005 IN PARIS EUROPE GP 優勝
- K-1 WORLD GP 2005 優勝
- K-1 WORLD GP 2006 優勝
- K-1 WORLD GP 2007 優勝
- 初代K-1スーパーヘビー級（100kg以上）王座
- K-1 WORLD GP 2009 優勝
- 初代GLORY世界ヘビー級王座
- GLORY GRAND SLAMヘビー級トーナメント2012 優勝

## 出演映画
- トランスポーター3 アンリミテッド Transporter 3 (2008)